# Banco Franco-Egipcio
El Banco Franco-Egipcio fue creado en 1870 por banqueros de inversión como la familia Bischoffsheim. Dos eran sus objetivos principales: administrar las finanzas del canal de Suez, inaugurado el 17 de noviembre de 1869, y facilitar que Egipto pagara su deuda.

## Historia
El Banco Franco-Egipcio fue creado en 1870 por iniciativa del banquero y político Raphaël Bischoffsheim. Era un banque d'affaires, un sindicato de instituciones financieras y casas comerciales para financiar negocios de gran envergadura como el manejo de las finanzas públicas por cuenta de un gobierno y la construcción de obras de infraestructura.
Tenía un capital de 25 millones de francos, la mitad de los cuales provenía del Khedive de El Cairo, Ismail Pachá.
La sede del Banco se estableció en el distrito 9 de París, en el ya desaparecido edificio ubicado en los números 3 y 5 de la calle Saint-Georges construido en 1869 por el arquitecto Hector Degeorge.
La primera actividad del Franco-Egipcio fue colocar los créditos que Ismail Pachá, virrey del Imperio otomano, había contraído para colaborar en el financiamiento del Canal de Suez sin garantías del Banco Imperial Otomano. En 1875, las dificultades financieras de Egipto lo llevaron a la quiebra. El banco Crédito Industrial y Comercial (CIC) adquirió su capital en 1878 y su presidente Albert Rostand también se convirtió en presidente del Banco Franco-Egipcio. Entre sus primeros suscriptores de la ampliación de capital de 1879, estuvieron los banqueros rusos Hermann Raffalovich y Jacques de Gunzbourg, el banco francés Hentsch & Lütscher, la familia Goldschmidt  y también la familia de von Königswarter.

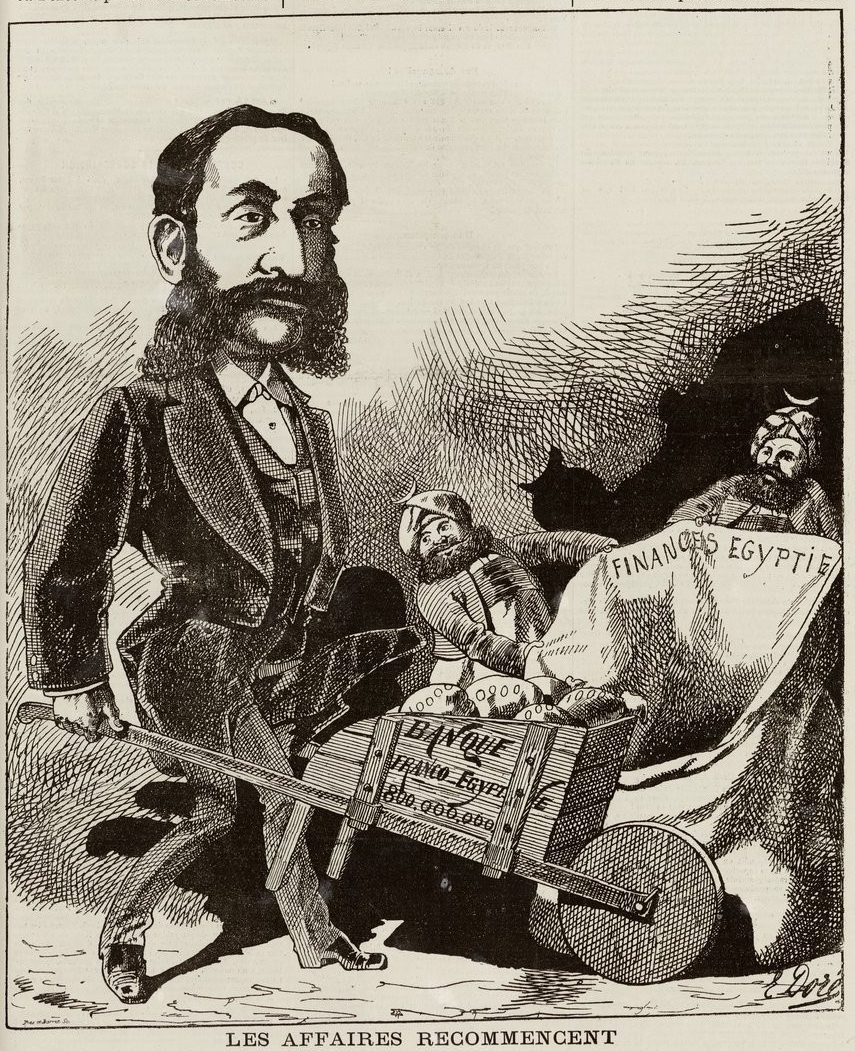
Cartón sobre el reinicio de actividades del Banco Franco-Egipcio

En 1881 el Banco Franco-Egipcio encontró en América Latina varias oportunidades de negocio. Dos de ellas fueron: colaborar en la organización del sistema bancario mexicano y en la construcción del canal de Panamá, en Colombia.
Para cumplir su objetivo en México, influyó en el restablecimiento de relaciones diplomáticas entre ese país y Francia en noviembre de 1880, interrumpidas desde 1867, a raíz de la caída del Segundo Imperio mexicano. 
En 1881 las negociaciones entre el Banco Franco-Egipcio y el presidente Manuel González derivaron en la fundación del Banco Nacional Mexicano, que en 1884 se fusionó con Banco Mercantil Mexicano para dar lugar al Banco Nacional de México.
La construcción del canal en Panamá se inició en 1881, con dificultades de financiamiento y desacuerdos técnicos, ya que un proyecto quería hacerlo al nivel del mar, otro con esclusas y un tercero con túneles. El primer proyecto fue abandonado en 1888 para adoptar el segundo, hacerlo con esclusas. Para ello, el Banco Franco-Egipcio recompró a Gustave Eiffel la mitad del capital de la sociedad anónima de la Torre Eiffel por 2.5 millones de francos, operación negociada por uno de sus directores, Ernest May.

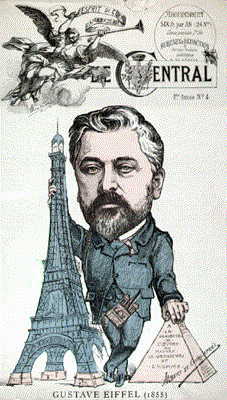
Caricatura del ingeniero Gustave Eiffel

Con ese capital, Gustave Eiffel participó en el financiamiento para construir el canal de Panamá con 10 esclusas, obra encabezada por el propio Eiffel. La cuestión técnica, de construcción, avanzó sin dificultades, conforme a lo planeado, pero a finales de 1888 se detuvieron los trabajos por falta de capital. Después de muchos intentos de salir adelante financieramente, el 15 de mayo de 1889 cesó toda actividad en el Istmo. La liquidación se terminó en 1894.
El 14 de mayo de 1889, el Banco Franco-Egipcio redujo su capital social de 50 a 18 millones de francos y se fusionó al Banque internationale de Paris (BIP), también creado por la familia Bischoffsheim. Luego formó parte del área de influencia de Le Comptoir National d'Escompte de Paris, una nueva institución.
El Banco Franco-Egipcio, ya integrante del BIP, desapareció en 1901,  cuando se fusionó con el Banque française d'Afrique du Sud para dar a lugar al Banque française pour le commerce et l'industrie (BFCI), creado por Ernest May y Maurice Rouvier, quien fue nombrado ministro de Finanzas al año siguiente.